# Studio Saskia
Studio Saskia was een programma van KRO-NCRV op de Nederlandse radiozender NPO 3FM. Het programma werd gepresenteerd door Saskia Weerstand. Het programma stopte in verband met de nieuwe programmering van NPO 3FM.

## Het programma
In dit programma worden hoofdzakelijk veel popnummers en actuele (top-40-)hits gedraaid. Behalve muziek bevat het programma ook een aantal terugkerende onderdelen.
Een van de meest noemenswaardige onderdelen is De Strijd om Zendtijd. Hier krijgen de luisteraars een fragment van een nummer van een beginnende band/artiest te horen. Vervolgens kunnen ze aangeven of ze het een goed nummer vinden. Hiervoor krijgt de band/artiest 30 seconden om de luisteraars te overtuigen. Beslissen ze dat het nummer goed is, wordt tegen het einde van het uur het complete nummer gedraaid.
In andere onderdelen worden er trends besproken, kunnen luisteraars verzoekplaten kunnen aanvragen voor een ander en worden er kaartjes voor een optreden worden weggegeven in een prijsvraag.
De laatste uitzending was op zondag 13 november 2016. Het programma stopt door de nieuwe programmering op de zender. Weerstand presenteert vanaf 19 november het progranmma Saskia en Olivier op zaterdag en zondag tussen 22:00 en 00:00 voor KRO-NCRV op NPO 3FM, samen met Olivier Bakker